# Reimer Böge
Reimer Böge, né le 18 décembre 1951 à Hasenmoor (Schleswig-Holstein), est un exploitant agricole et un homme politique allemand. Membre de l'Union chrétienne-démocrate d'Allemagne (CDU), il est député européen de 1989 à 2019.

## Biographie

### Carrière professionnelle
Après l'obtention de son Abitur en 1970 et un passage à l'école Fuhlendorf Jürgen de Bad Bramstedt, il décroche un diplôme d'ingénieur agricole à l'université Christian-Albrecht de Kiel en 1976. Depuis 1975, il est établi comme agriculteur indépendant à Hasenmoor.
Böge est divorcé et a deux enfants. En novembre 2006, il se remarie.

### Carrière politique
Depuis 1975, il est membre de l'Union chrétienne-démocrate d'Allemagne (CDU) et vice-président du parti de 1997 à 2013. Il est président de la CDU du Schleswig-Holstein de 2013 à 2014.
Élu député européen pour la première fois en 1989, il est réélu à cinq reprises et ne se représente pas en 2019.